# Kopilovi
Kopilovi su naseljeno mjesto u općini Foči, Republika Srpska, BiH. Dijele se na Gornje i Donje. Popisano su kao samostalno naselje na popisu 1961., a na kasnijim popisima ne pojavljuje se, jer je 1962. pripojeno Kunducima (Sl.list NRBiH, br.47/62). Nalaze se na desnoj obali rijeke Drine, nasuprot Mješaja.

## Stanovništvo
| Narod     | Popis 1961. |
| --------- | ----------- |
| Hrvati    |             |
| Muslimani | 72          |
| Srbi      |             |
| ostali    | 1           |
| Ukupno    | 73          |